# Margaret Tudor

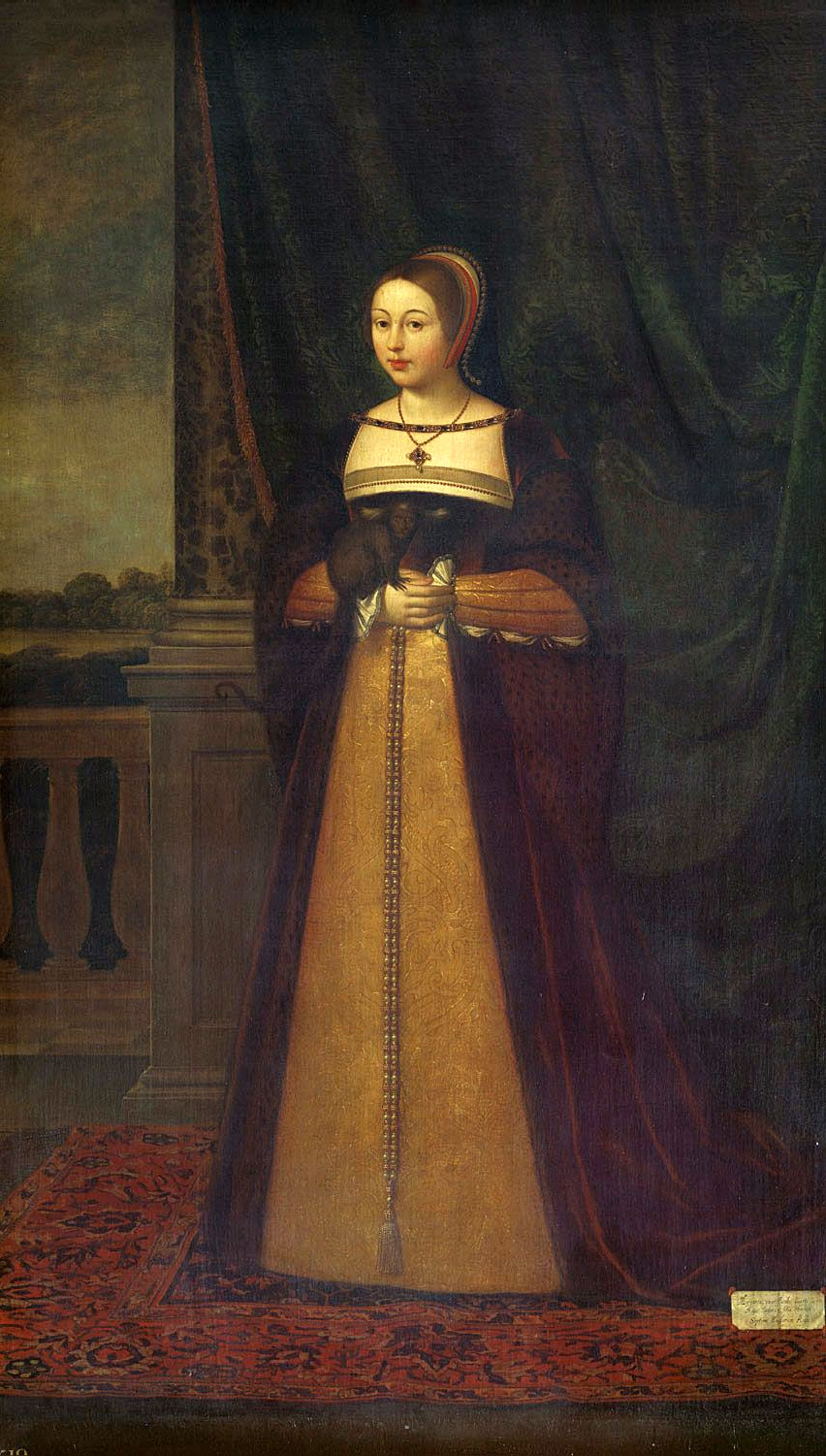
Margaret Tudor, Königin von Schottland

Margaret Tudor (* 28. November 1489 in London; † 18. Oktober 1541 auf Methven Castle in Perthshire) war die älteste Tochter des englischen Königs Heinrich VII. und seiner Gemahlin Elizabeth of York und die ältere Schwester von König Heinrich VIII. von England und Königin Mary Tudor von Frankreich. Durch ihre Heirat mit Jakob IV. wurde sie Königin von Schottland und Mutter von Jakob V. Nach dem Tod ihres Gatten heiratete sie in zweiter Ehe Archibald Douglas, Earl of Angus, und gebar ihre einzige überlebende Tochter Margaret Douglas. Nach ihrer Scheidung von Angus heiratete sie ein drittes Mal, allerdings blieb ihre Ehe mit Henry Stewart, Lord Methven kinderlos. Ihre Enkel Maria Stuart und Henry Stuart, Lord Darnley, leiteten aus ihrer Abstammung von Margaret Tudor ihren Anspruch auf den englischen Thron her.

## Leben

### Kindheit

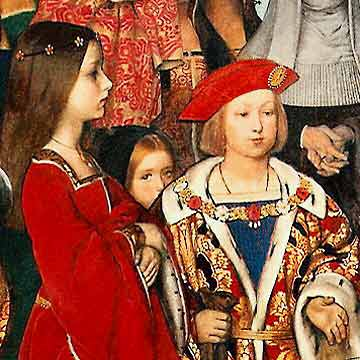
Margaret und Heinrich empfangen Erasmus von Rotterdam. Darstellung von Frank Cadogan Cowper um 1910

Margaret Tudor wurde als zweites Kind von Heinrich VII. von England und Elizabeth of York im Westminster-Palast geboren. Ihre Taufpatin war ihre Großmutter Margaret Beaufort, nach der sie benannt wurde und die für den Zeitpunkt ihrer Verheiratung eine wichtige Rolle spielen sollte. Anders als ihr älterer Bruder Arthur Tudor, der als Prince of Wales in seinem eigenen Haushalt lebte, verbrachte Margaret den größten Teil ihrer Kindheit zusammen mit ihren Geschwistern, dem späteren König Heinrich VIII., ihrer kleinen Schwester Mary und den jung verstorbenen Geschwistern Edmund und Elizabeth Tudor.
Ihren ersten öffentlichen Auftritt hatte die kleine „hochwohlgeborene und vortreffliche Prinzessin, Lady Margaret“ zur Erhebung ihres Bruders Heinrich zum Duke of York im Jahr 1494, einen Monat vor ihrem fünften Geburtstag. Auf dem dreitägigen Turnier zu Ehren ihres Bruders verteilte sie in ihrer Eigenschaft als königliche Prinzessin die Preise an die Gewinner: einen Goldring mit Rubin für den Tjostgewinner und einen Goldring mit einem Diamanten für den Gewinner des Mann-gegen-Mann-Kampfes. Zeitgenossen priesen sie als „die verehrte Dame und schöne junge Prinzessin, die älteste Tochter unseres Herrschers, des Königs“. Diese Preisvergabe bedeutete für Margaret sehr viel mehr als lediglich einen Auftritt vor dem Volk. Sie nahm damit ihren Platz als erste Dame des Hofes ein, so wie ihr Bruder Heinrich seinen Platz als erster Edelmann einnahm.
Mit elf Jahren empfing sie, zusammen mit ihrem Bruder Heinrich, den Gelehrten Erasmus von Rotterdam in ihrem Palast in Eltham. Einen weiteren denkwürdigen Auftritt in der Öffentlichkeit hatte Margaret zur Hochzeit ihres Bruders Arthur mit der spanischen Prinzessin Katharina von Aragon. Sie und Heinrich vollführten gemeinsam im Rahmen des Hofprotokolls mehrere Tänze. Heinrich allerdings brach mit dem Protokoll, während er mit seiner Schwester tanzte, indem er spontan seine Jacke abwarf und nur im Hemd weitertanzte.

### Ehe mit JakobIV.

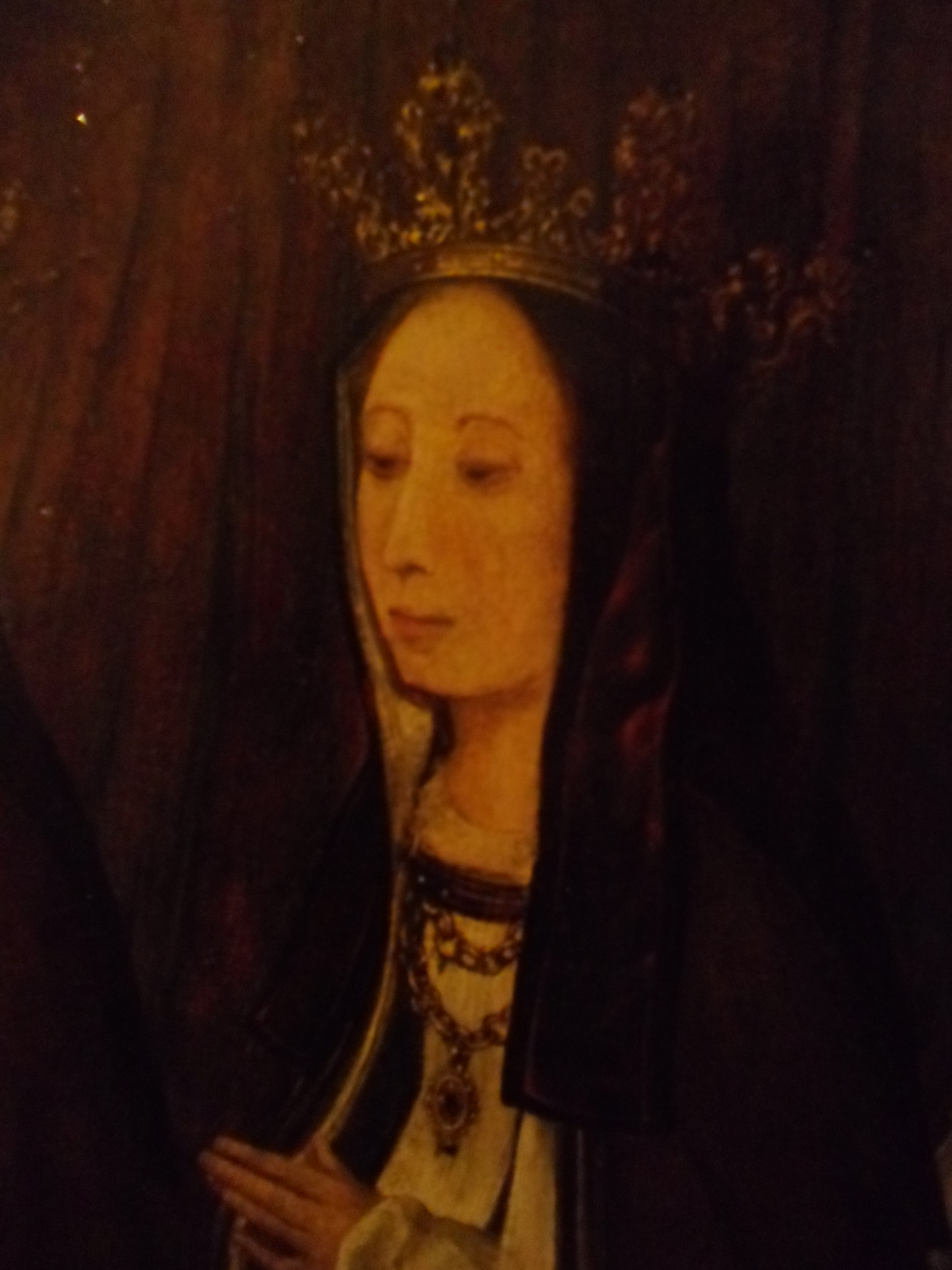
Margaret Tudor um 1509, Künstler unbekannt

Seit Margarets sechstem Lebensjahr verhandelten England und Schottland über eine Eheschließung zwischen ihr und dem schottischen König Jakob IV. Allerdings wurden die Verhandlungen bedeutend erschwert, als der Thronprätendent Perkin Warbeck nach seiner missglückten Invasion in Kent 1495 nach Schottland floh und dort von Jakob in allen Ehren empfangen und mit dessen Cousine Lady Catherine Gordon verlobt wurde. Margarets Verlobung mit Jakob war von europäischer Bedeutung, da Isabella von Kastilien und Ferdinand von Aragón ihre jüngste Tochter Katharina von Aragon nur dann als Braut des englischen Thronfolgers nach England senden wollten, wenn die Insel befriedet war. Der spanische Botschafter Pedro de Ayala wurde als Vermittler zwischen England und Schottland tätig, und die Verhandlungen wurden wieder aufgenommen, insbesondere nachdem Jakob Perkin Warbeck losgeworden war.
Als man sich einigen konnte, war Margaret allerdings erst neun Jahre alt und sowohl ihre Mutter als auch ihre Großmutter Margaret Beaufort weigerten sich entschieden, das für sein Alter kleine und zierliche Mädchen bereits zu verheiraten. Insbesondere Margaret Beaufort kannte aus eigener leidvoller Erfahrung die katastrophalen Folgen einer zu frühen Schwangerschaft. Heinrich VII. vertraute Don Pedro an:

„Die Königin und meine Mutter sind gegen die Hochzeit. Sie sagen, wenn die Ehe geschlossen würde, wären wir verpflichtet, die Prinzessin sofort nach Schottland zu senden und sie fürchten, dass in diesem Fall der König von Schottland nicht warten, sondern sie verletzen und ihre Gesundheit gefährden würde.“

Angeblich spielte der König schon damals mit dem Gedanken, durch Margarets und Jakobs Nachkommen England und Schottland unter einer Krone zu vereinen, doch falls er diesen Gedanken tatsächlich äußerte, maß ihm niemand große Bedeutung zu, da Margarets Brüder Arthur Tudor und Heinrich vor ihr in der Thronfolge standen.
Als Margaret dreizehn Jahre alt war, fand am 25. Januar 1503 in Richmond die Trauung per Stellvertreter statt. Stellvertretend für den König schloss Patrick Hepburn, 1. Earl of Bothwell (deutsch: Graf von Bothwell), die Ehe. Da Margaret nun offiziell Königin von Schottland war, gebührte ihr bei Hofe der Vortritt vor ihrem Bruder Heinrich, der daraufhin Gerüchten zufolge vor Wut in Tränen ausbrach. Etwa ein halbes Jahr später wurde Margaret mit einer stattlichen Eskorte nach Schottland geschickt, um Jakob zu heiraten. In Dalkeith traf sie im August 1503 zum ersten Mal ihren Ehemann, der ihr einen kurzen Überraschungsbesuch abstattete. In der Nacht nach seinem Abschied brach ein Feuer im Stall aus und Margaret verlor ihre Lieblingspferde. Auf diese Nachricht hin eilte Jakob zurück zu ihr, um sie zu trösten.

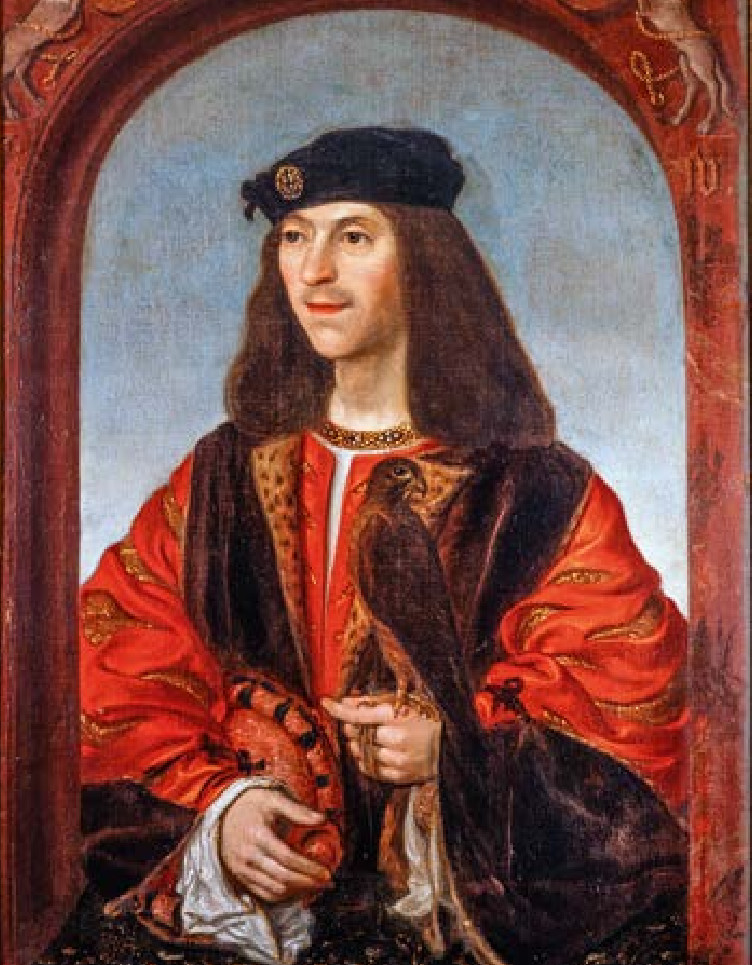
Jakob IV., König von Schottland, erster Ehemann Margaret Tudors

Es war der Beginn einer großen Zuneigung zwischen den Eheleuten, trotz Jakobs notorischer Untreue und seinem letztendlichen Krieg gegen Margarets Bruder Heinrich. Ein erster Schlag für Margaret war die Erkenntnis, dass in ihrem Schloss Stirling Jakobs illegitime Kinder aufgezogen wurden. Da sie zudem nicht sofort schwanger wurde, legitimierte Jakob einen seiner Söhne, um die Nachfolge zu sichern. Das Paar hatte insgesamt sechs Kinder, von denen jedoch nur das vierte Kind, Jakob V., überlebte. Ihre beiden Töchter starben bereits kurz nach der Geburt, ihre Söhne James, Arthur und Alexander wurden jeweils nur ein Jahr alt. Nach der Geburt ihres ersten Sohnes war Margaret so schwer krank, dass Jakob eine Pilgerfahrt zum Schrein von St. Ninian in der Whithorn Priory unternahm, um dort für die Heilung seiner Frau zu beten. Beide nahmen ein neues Motto an: God us defend – Gott beschütze uns.
Trotz der großen Hoffnungen auf Frieden zwischen England und Schottland durch Margarets Heirat mit Jakob empfing der schottische König nach wie vor Gesandte aus Frankreich, was in England Unruhen bezüglich der Auld Alliance zwischen Frankreich und Schottland schürte. Heinrich VII. vergrößerte die Spannungen, indem er Jakobs Vetter, den Earl of Arran, verhaften ließ, der Botschaften zwischen Schottland und Frankreich überbrachte. Margaret kam damit in die schwierige Situation, sowohl die Interessen Englands als auch Schottlands vertreten zu müssen. Nach dem Tod ihres Vaters ging ihr Bruder Heinrich, nun König von England, unverzüglich daran, gemeinsam mit der Liga von Cambrai den Erbfeind Frankreich zu bekriegen, was in Schottland für Empörung sorgte. Margarets Verhältnis zu Heinrich verschlechterte sich zudem deutlich, als er sich weigerte, dem letzten Willen des verstorbenen Kronprinzen Arthur und später seiner verstorbenen Großmutter Margaret Beaufort gerecht zu werden, die beide Margaret ihr persönliches Vermögen bzw. wertvolle Juwelen vermacht hatten. Angesichts der drohenden Kriegsgefahr zwischen England und Schottland erklärte Heinrich zynisch, dass Margaret ihr Erbe nur erhalten würde, wenn Jakob neutral blieb.
Sowohl ihr Gatte als auch ihr Bruder verlangten Margarets Loyalität in der Krisensituation und der Konflikt zwischen ihrer alten und ihrer neuen Heimat lastete schwer auf ihr, insbesondere da Heinrich zwar ihre Loyalität forderte, im Gegenzug aber seit Jahren lediglich leere Versprechungen machte. Zwischen England und Frankreich brach der Krieg aus und zum Entsetzen der schwangeren Königin entschied sich Jakob, erfüllt von ritterlichem Beschützerverhalten gegenüber der französischen Königin, ebenfalls Krieg gegen England zu führen, trotz Margarets verzweifelten, fast hysterischen Bitten und ihrer Alpträume von seinem Tod. Da die Liga von Cambrai zudem mit dem Segen des Papstes agierte, wurde Jakob exkommuniziert. Wie Margaret befürchtet hatte, ließ ihr Mann sein Leben in der Schlacht von Flodden Field gegen die Engländer, geführt von Margarets eigener Schwägerin Katharina von Aragon.

### Die Königswitwe

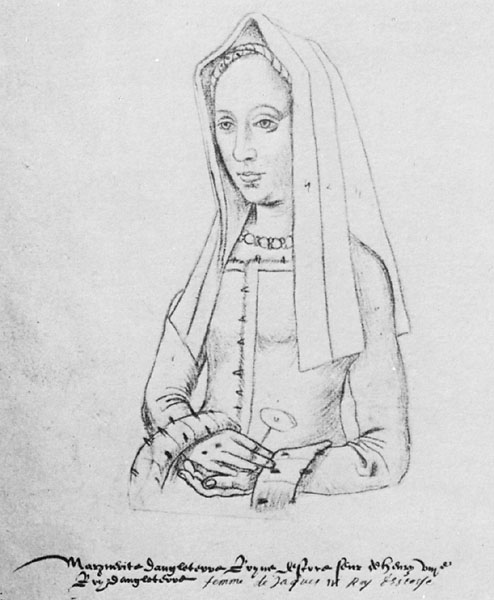
Skizze von Margaret Tudor von einem unbekannten Künstler

Nach dem Tod seines Vaters folgte Margarets einjähriger Sohn 1513 als Jakob V. auf den Thron. Da er noch minderjährig war, hatte der verstorbene König in seinem Testament verfügt, dass Margaret die Regentschaft für ihren Sohn übernehmen sollte, allerdings nur, solange sie unverheiratet blieb. Obwohl der Tod ihres Mannes sie schwer traf, blieb Margaret wenig Zeit zum Trauern. Durch den verlorenen Kriegszug und den Tod des Königs drohte Schottland in Gewalt und Chaos zu versinken. Daher war es eine der ersten Maßnahmen Margarets, eine königliche Proklamation zu erlassen, die Plünderungen und Vergewaltigungen auf eine Stufe mit Verrat stellte. Bei der Einberufung des schottischen Parlaments gewann die im achten Monat schwangere Königin viele Herzen unter den Adligen, obwohl einer weiblichen Regentin, obendrein von englischem Blut, nach wie vor misstraut wurde.
Wenig später brachte Margaret Jakobs letzten Sohn zur Welt, Alexander Stewart, Duke of Ross, der allerdings ebenfalls nur wenig älter als ein Jahr werden sollte. Da Heinrich VIII. und Katharina von Aragon nach wie vor kinderlos waren, waren Margaret und ihre Kinder die nächsten Erben des englischen Thrones. Möglicherweise spielte diese Erkenntnis eine wichtige Rolle für Heinrich, der Margaret mehrere Male anbot, mit ihren Söhnen nach England zu kommen. Nach der schweren Niederlage gegen die Engländer hatten die schottischen Lords bereits nach Frankreich gesandt, um den dort lebenden John Stewart, Duke of Albany, zurückzurufen. Da Stewart unmittelbar nach Margarets Söhnen an dritter Stelle in der schottischen Thronfolge stand, misstrauten ihm sowohl Heinrich als auch Margaret. Heinrich hegte die Befürchtung, dass Albany als männlicher Thronerbe die beiden jungen Thronfolger beseitigen und sich selbst zum König ausrufen könnte. Margaret hingegen fürchtete eher das Gegenteil – dass ihr Sohn den Thron verlieren würde, wenn er das Land verließ. Aus diesem Grund entschied sie sich dagegen, nach England zu kommen. Neben der Wahrung der Interessen ihres Sohnes arbeitete Margaret an einem dauerhafteren Frieden mit England.
Die schottische Königswitwe aus dem Haus Tudor stellte eine gute Partie auf dem Heiratsmarkt dar. Eine Zeit lang ging in England das Gerücht um, dass Ludwig XII. von Frankreich sie heiraten wollte, der spätere Ehemann von Margarets jüngerer Schwester Mary Tudor. Lord Dacre, von Heinrich an der schottischen Grenze postiert, schrieb seinem Herrn, als Margaret sich auf die Geburt Alexanders vorbereitete: „Die Königin erwartet ihre Niederkunft. Falls der französische König sie heiraten möchte, kann er sie haben.“ Zu dieser Eheschließung kam es jedoch nicht. Stattdessen beging Margaret aus Verliebtheit einen fatalen Fehler, der sie die Regentschaft und die Vormundschaft für ihre Söhne kosten sollte.

### Ehe mit Archibald Douglas

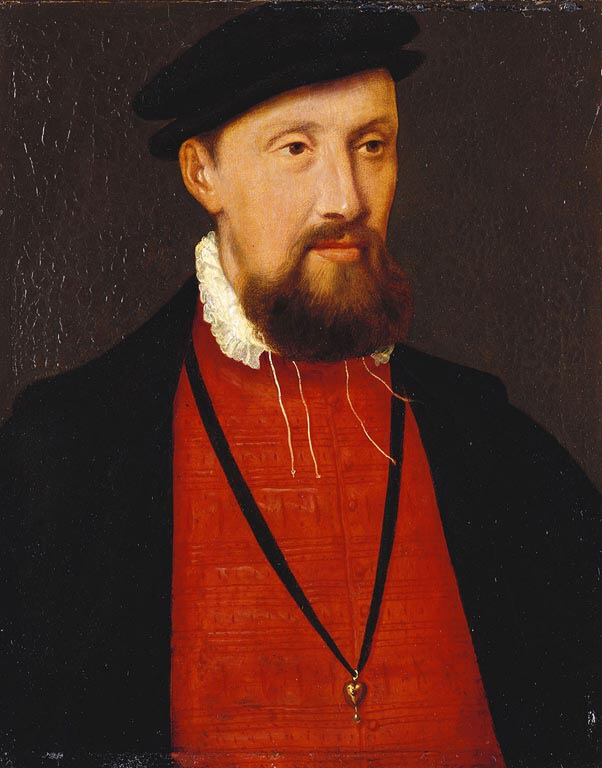
Archibald Douglas, 6. Earl of Angus, zweiter Ehemann Margaret Tudors

Allein und völlig auf sich gestellt, suchte Margaret nach einer Allianz mit einem der mächtigen schottischen Adelshäuser und verliebte sich in den etwa gleichaltrigen Archibald Douglas, Earl of Angus, den sie am 14. August 1514 ohne Zustimmung ihrer Berater heimlich heiratete und zu ihrem Mitregenten ernannte. Durch diese Eheschließung verlor sie allerdings die Regentschaft für ihren Sohn. Die Adligen rebellierten gegen einen Douglas als Gemahl der Königswitwe, besonders da sich das Haus Douglas nicht scheute, einen Abgesandten des Rates zu ohrfeigen, das Reichssiegel zu stehlen und damit das Land an den Rand eines Bürgerkrieges zu bringen. Als Maßnahme gegen diese Ehe und einen eventuellen Krieg ernannte der Rat den Duke of Albany zum Regenten Schottlands, der zu diesem Zweck aus Frankreich zurückkehrte.
Margaret hatte sich mit Angus und ihren Söhnen in Stirling Castle verbarrikadiert und reagierte empört auf die Nachricht, dass in ihrer Abwesenheit zweimal das Parlament einberufen wurde. Das Angebot, das Sorgerecht für ihre Söhne behalten zu können, wenn sie freiwillig von der Regentschaft zurücktrat, schlug sie aus. Nach wie vor berief sie sich auf ihre Königswürde, obwohl das Parlament ihr diese bereits aberkannt hatte. Wütend und hilflos zugleich schrieb sie ihrem Bruder:
„Meine Gegner fahren fort in ihrer Bosheit und ihrem Parlament, wobei sie die Autorität des Königs usurpieren... und uns als Rebellen bezeichnen; weshalb ich dich anflehe, schnell deine Armee zu entsenden... Ich werde dieses Schloss mit meinen Kindern halten, bis ich von dir höre.“
Heinrich waren zu diesem Zeitpunkt jedoch die Hände gebunden, da zur selben Zeit seine jüngere Schwester Mary Tudor in Frankreich in ihrem Witwengemach praktisch eingesperrt war. In Schottland einzufallen hätte den neuen König Franz I. verärgert und Mary gefährdet. Mit Albanys Ankunft wurden Angehörige des Hauses Douglas inhaftiert, was Margaret zu einem spektakulären und populären Coup veranlasste. Albanys Gesandtschaft erschien vor Edinburgh Castle, um zeremoniell die Übergabe der Vormundschaft des jungen Königs zu fordern. Margaret empfing die Gesandten am Tor mit ihrem Sohn an der Hand vor einer versammelten Menge, die dem König zujubelte. Sobald die Gesandtschaft nahe genug herangekommen war, ließ Margaret das Fallgitter herunter, so dass sie und ihr Sohn nicht mehr erreichbar waren.
Bei der erstbesten Gelegenheit floh sie mit ihren Kindern nach Stirling Castle. Angehörige ihres Mannes begleiteten sie als Beschützer, ließen sie aber im Stich, als Albany mit einem Heer und Kanonen anrückte. Trotz allem Sträubens musste Margaret am 20. August 1515 ihre Söhne in Albanys Obhut geben und sah sich gezwungen, hochschwanger nach England zu fliehen, ohne auch nur die nötigste Habe mit sich nehmen zu können. Dass eine ehemalige Königin und gebürtige Prinzessin auf solche Weise von ihren Kindern getrennt, zur Flucht gezwungen und ihre gesamte Habe beschlagnahmt wurde, war für die europäischen Höfe ein beispielloser Skandal.

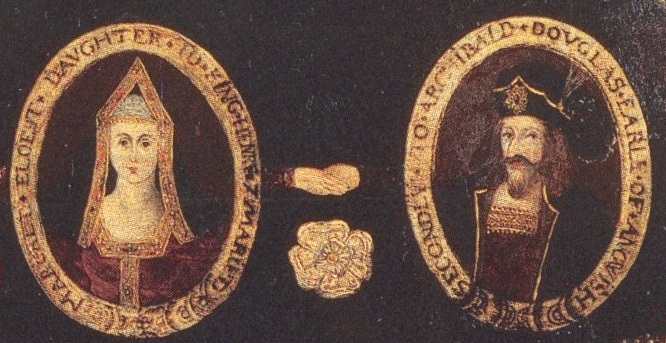
Margaret Tudor und Archibald Douglas

Krank und erschöpft brachte Margaret Tudor in der Nacht vom 7. auf den 8. Oktober 1515 ihre einzige Tochter Margaret Douglas in Harbottle Castle zur Welt. Später beschuldigte sie Albany in einem Brief an ihren Bruder Heinrich VIII., durch seine rüde Behandlung eine frühzeitige Geburt ausgelöst zu haben: „Hochschwanger und kurz vor der Geburt musste ich aus Angst und Sorge um mein Leben fliehen und mich in das Königreich England begeben, wo ich acht Tage später von einem Kind entbunden wurde, vierzehn Tage zu früh, mit schweren Schäden und beträchtlichen Gefahren für mich.“ Sie verbrachte das gesamte nächste Jahr als Gast in England am Hofe ihres Bruders Heinrich, wohin inzwischen auch ihre jüngere Schwester Mary aus Frankreich zurückgekehrt war, die nur kurze Zeit zuvor heimlich Charles Brandon, 1. Duke of Suffolk, geheiratet hatte. Somit befanden sich mit Heinrichs Frau Katharina von Aragon drei Königinnen in England, die obendrein alle gerade Kinder geboren hatten. Katharinas einzige Tochter Maria Tudor teilte sich in dieser Zeit mit Margarets Tochter Margaret Douglas die Gemächer für die königlichen Kinder.
Während Margaret sich ein Jahr lang im Kreise ihrer Familie von den erlittenen Mühsalen erholte und die Zerstreuungen des englischen Hofes genoss, verhandelten Heinrichs Minister Thomas Wolsey und Albany über die Bedingungen von Margarets Rückkehr nach Schottland. Albany erwies sich, entgegen Margarets wütenden Anschuldigungen, als kooperativ und kompetent. Er stimmte zu, Margaret nach Schottland zurückkehren und sie ihren einzigen überlebenden Sohn Jakob sehen zu lassen. Außerdem erklärte er sich bereit, Angus zu begnadigen und ihm seine beschlagnahmten Ländereien zurückzugeben. Dieses Arrangement war einer der Gründe, warum Angus seine Frau und Tochter nicht nach London begleitete, sondern innerhalb der schottischen Grenze blieb. Trotzdem wussten weder Margaret noch Heinrich sein Verhalten zu schätzen und Heinrich kommentierte es mit einem verächtlichen „Done like a Scot - Gehandelt wie ein wahrer Schotte“.
Nach ihrer Rückkehr nach Schottland zeigte sich schnell, dass Margarets Ehe mit Angus zerrüttet war. Er lebte offen mit seiner Geliebten zusammen, überhäufte sie mit Geschenken, die er von Margarets Geld bezahlte, und trennte die Königin von ihrer Tochter. 1521 musste er nach Frankreich ins Exil gehen, als Albany zurückkehrte, um Margaret beizustehen. Da die Königin sich 1524 beklagte, dass Douglas ihr seit drei Jahren nicht gestattete, ihre Tochter zu sehen, gehen einige Historiker davon aus, dass Archibald Douglas das Mädchen mit sich genommen hatte. Entgegen allen freundschaftlichen Versprechungen gegenüber seiner Schwester erlaubte Heinrich VIII. Angus 1524 die Rückkehr nach Schottland. Unmittelbar nach seiner Ankunft, kurz nach Eröffnung des Parlaments, besetzte Angus mit ca. 500 Mann die Mauern von Edinburgh, um Margaret zu zwingen, ihm ihren Sohn, König Jakob V., auszuhändigen. Zum Entsetzen der englischen Gesandtschaft reagierte Margaret auf diese Provokation, indem sie die Kanone des Schlosses auf ihn abfeuerte. Danach erklärte sie ihrem Bruder resolut, keinen schottischen Untertanen zu unterstützen, solange der junge König von Schottland nicht darum bat.

### Ehe mit Henry Stewart

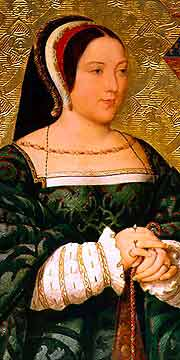
Margaret Tudor in ihren späteren Jahren, Darstellung des 19. Jh.s

Margaret Tudor strebte eine Annullierung ihrer Ehe mit Archibald Douglas an. Allerdings wäre damit ihre Tochter Margaret Douglas für illegitim erklärt worden, was nicht nur ein gesellschaftliches Stigma bedeutete, sondern sie auch rechtmäßig von jeglicher Erbfolge ausgeschlossen hätte. Ihr Bruder Heinrich war gleichfalls entsetzt von dem Gedanken einer Scheidung und beschwor seine Schwester in Briefen, das Sakrament der Ehe zu achten. Es war wohl Ironie des Schicksals, dass er später selbst versuchte, sich von seiner Frau Katharina von Aragón scheiden zu lassen, und dafür auch einen Bruch mit der katholischen Kirche in Kauf nahm. Margaret allerdings hatte sich erneut verliebt, diesmal in Henry Stewart, den späteren Lord Methven. Sie war entschlossen, nicht zu Angus zurückzukehren, und schockierte ein weiteres Mal Europa dadurch, dass sie mit Stewart zusammenlebte.
Archibald Douglas hatte mittlerweile die Vormundschaft für Margarets Sohn Jakob V. an sich gerissen. Die vier Earls Arran, Argyll, Lennox und Angus waren abwechselnd für den König verantwortlich, aber als Angus’ Zeit verstrichen war, weigerte er sich, den König aus seiner Vormundschaft zu entlassen. Um diesen Rechtsbruch zu kaschieren, ließ er am 14. Juni 1526 den König für volljährig erklären, so dass offiziell keine Vormundschaft mehr vorlag. Zornig versammelte Margaret ein Heer um sich, um ihren Sohn zu befreien, nur um festzustellen, dass Angus ihren Sohn gezwungen hatte, ihn zu begleiten, so dass sie keinen Angriff auf ihn wagte.
Der amtierende Papst Clemens VII. erklärte am 11. März 1527 die Ehe zwischen Margaret und Angus für ungültig. Allerdings fügte er eine Klausel an, die die Legitimität der nun zwölfjährigen Margaret Douglas sicherte. Kinder konnten trotz einer Annullierung legitim bleiben, wenn sie in gutem Glauben gezeugt worden waren. Clemens gewährte die Annullierung mit der Begründung, dass Archibald Douglas vor seiner Heirat mit Margaret Tudor einen Vorvertrag zur Eheschließung mit Lady Jane von Traquair geschlossen hatte. Einem solchen Vorvertrag wurde meistens der Status einer rechtlich bindenden Ehe eingeräumt. Da Margaret Tudor von diesem Vorvertrag nichts gewusst hatte, war Margaret Douglas demzufolge in gutem Glauben empfangen und geboren worden. Auf diese Weise konnte Margaret Tudor ihre Annullierung erhalten, ohne dabei den Status ihrer Tochter anzutasten, die als Schwester des schottischen Königs sowohl in England als auch von den Douglases oft 'Prinzessin von Schottland' genannt wurde. Ihr Platz in der englischen Thronfolge war somit gesichert.
Kurz nach der Annullierung heiratete Margaret heimlich Henry Stewart, der jedoch kurz nach der Heirat von Angus inhaftiert wurde, angeblich weil Margaret ihn ohne königliche Erlaubnis geheiratet hatte. Ein Jahr später gelang es Jakob endlich, mit Hilfe seiner Mutter aus Angus’ Vormundschaft zu entkommen, und wählte seine Mutter und den neuen Stiefvater als seine Berater. Archibald Douglas, der sich den unversöhnlichen Hass des Königs zugezogen hatte, musste nach England fliehen und nahm seine Tochter Margaret Douglas mit sich, die ihre Mutter nie wiedersehen sollte. Bald stellte sich jedoch heraus, dass Henry Stewart, mittlerweile Lord Methven, nicht besser war als Angus. Auch er hielt eine Geliebte und stahl Margarets Einkünfte aus ihren Ländereien. Zornig und enttäuscht versuchte sie 1538 eine weitere Scheidung zu erwirken, was ihr Sohn jedoch nicht zuließ. Letztendlich versöhnte sie sich wieder mit ihrem Ehemann.

### Die letzten Jahre

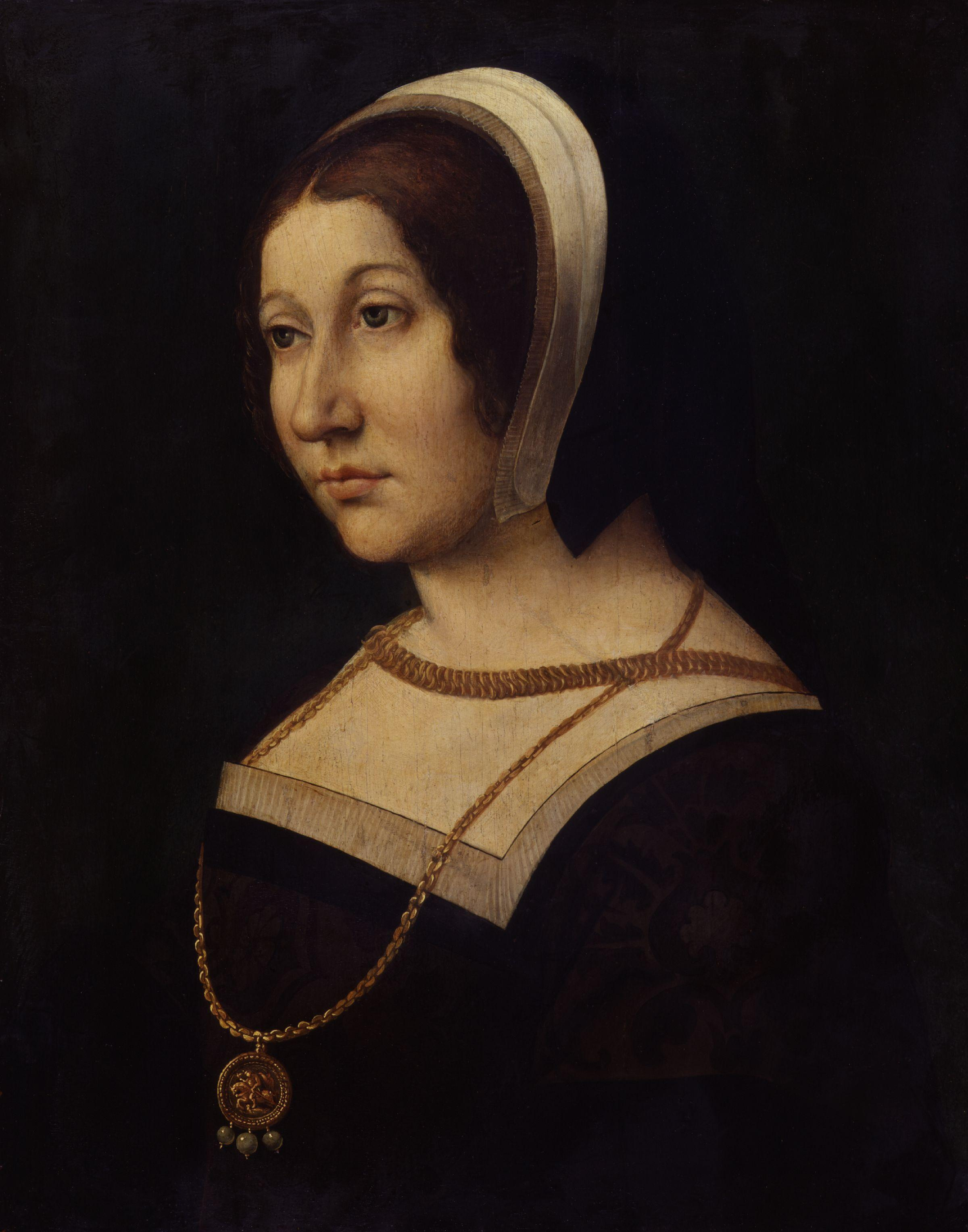
Margaret Tudor von Jean Perréal

Zeit ihres Lebens war Margaret stets bemüht um ein gutes Verhältnis zwischen England und Schottland. Ihr diplomatisches Geschick wurde auf eine weitere Probe gestellt, als Jakob V. im Sommer 1532 dahinterkam, dass Heinrich VIII. nach wie vor Archibald Douglas unterstützte und bei Hofe empfing. Zornig erklärte der junge König, dass er seinem Onkel den Krieg erklären würde, sollte er weiterhin Angus unterstützen. Margaret, die ihre jahrelange Arbeit in Gefahr sah, bot sich als Vermittlerin an und erreichte, dass am 12. Mai 1534 der Vertrag von Berwick unterzeichnet wurde, ein Friedensvertrag zwischen England und Schottland, in dem auch Heinrichs mittlerweile geschlossene Ehe mit Anne Boleyn anerkannt wurde. 1536 versuchte Margaret, ihren Sohn und ihren Bruder zu einem Treffen zu überreden, das aber unter anderem wegen der Hinrichtung Anne Boleyns nicht stattfand. In einem Gespräch mit dem englischen Lord William Howard vertraute Margaret ihm an: „Ich bin Schottland leid.“
Zu Margarets Leidwesen zerstritt sie sich mit ihrem Sohn, als er beschloss, seine Mätresse Margaret Erskine zu heiraten. Ihre Einmischung erzürnte Jakob, der nicht länger bereit war, sein Schicksal anderen zu überlassen, und der seine Mutter stets verdächtigte, für England zu spionieren. Allerdings musste er erkennen, dass auch das Parlament gegen eine Ehe mit Margaret Erskine war. Während Margaret weiterhin versuchte, ein Treffen zwischen ihm und Heinrich zu organisieren, reiste Jakob stattdessen nach Frankreich, um dort seine neue Braut Madeleine von Frankreich zu umwerben. Zusätzlich hinderte er Margaret daran, sich von Henry Stewart scheiden zu lassen und nach England zurückzukehren. Margaret fühlte sich ungerecht von ihrem Sohn behandelt, da er sie ihrer Meinung nach nicht standesgemäß leben ließ, sondern sie gezwungen war, „ihm zu folgen wie eine arme Edelfrau, statt mit Respekt und Ehre behandelt zu werden.“ Erst durch die Vermittlung ihrer zweiten Schwiegertochter Marie de Guise besserte sich das Verhältnis zwischen Margaret und Jakob wieder und die Königsmutter erschien öfter bei Hofe, wo sie sich unter anderem um ihre Enkel kümmerte.

### Tod
Margaret Tudor starb am 18. Oktober 1541 auf Methven Castle an den Folgen eines Schlaganfalls. Auf ihrem Sterbebett bat sie ihren zweiten Ehemann Archibald Douglas um Vergebung dafür, dass sie sich von ihm hatte scheiden lassen. Sie erklärte ihn zu ihrem rechtmäßigen Gatten und ihre Ehe für gültig. Es steht nicht fest, ob ihre Motivation tatsächlich Reue war oder schlichtweg ein Versuch, die Legitimität ihrer Tochter Margaret Douglas zu retten, die bei ihrem Onkel Heinrich VIII. in Ungnade gefallen und für illegitim erklärt worden war, was gleichbedeutend war mit einem Ausschluss von der englischen Thronfolge. Des Weiteren vermachte sie ihrer Tochter ihre Juwelen, was Jakob V. allerdings nicht berücksichtigte, da der Großteil aus dem schottischen Kronschatz stammte und somit der Krone gehörte. Sie wurde in Perth begraben. Während des Bürgerkrieges wurde ihr Grab zerstört und ihr Skelett verbrannt. Heute erinnert nur noch eine Steinplatte in Perth an Margaret Tudors Grab.

## Nachkommen
Aus ihrer ersten Ehe mit König Jakob IV.:
- James Stuart, Duke of Rothesay (* 21. Februar 1507; † 27. Februar 1508)
- Arthur Stuart, Duke of Rothesay (* 20. Oktober 1509; † 14. Juli 1510)
- Jakob V., König von Schottland (* 10. April 1512; † 14. Dezember 1542)
- Alexander Stuart, Duke of Ross (* 30. April 1514; † 18. Dezember 1515)
- zwei Töchter, die kurz nach der Geburt starben

Aus ihrer zweiten Ehe mit Archibald Douglas, 6. Earl of Angus:
- Lady Margaret Douglas (1515–1578) ⚭ 1544 Matthew Stewart, 4. Earl of Lennox

Aus ihrer dritten Ehe hatte sie eine Tochter, die schon im Säuglingsalter starb.

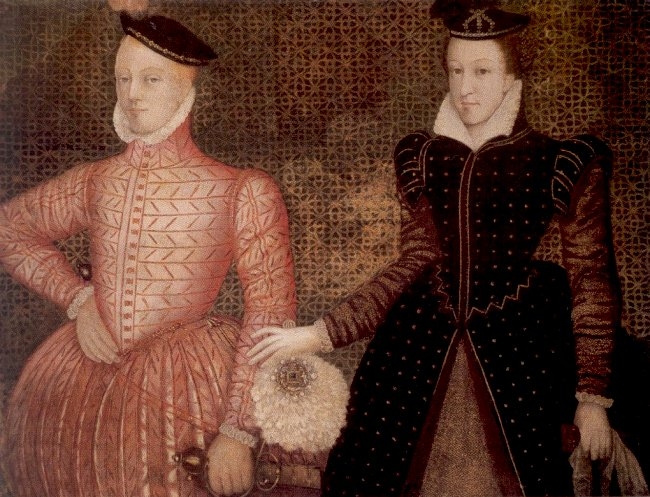
Henry Stewart und Maria Stuart, Enkel Margaret Tudors.

Wesentlich bedeutender als ihre Kinder sind Margaret Tudors Enkelkinder. Die Tochter ihres Sohnes Jakob V., Maria Stuart, sollte die große Rivalin und Gegenspielerin von Margarets Nichte Königin Elisabeth werden und aufgrund ihrer Abstammung von Margaret Tudor Ansprüche auf Elisabeths Thron erheben. Der Sohn ihrer Tochter Margaret Douglas, Henry Stewart, Lord Darnley, heiratete seine Cousine Maria Stuart, so dass die Abkömmlinge von Margaret Tudor ihren Anspruch auf den englischen Thron vereinten und damit eine gefährliche katholische Alternative zu Königin Elisabeth darstellten. Der Sohn aus dieser Verbindung, Margarets Urenkel Jakob VI./I., erbte den Thron der kinderlosen Elisabeth, so dass durch Margarets Nachkommen letztendlich England und Schottland unter einer Krone vereint wurden.

## Margaret Tudor in Buch und Film

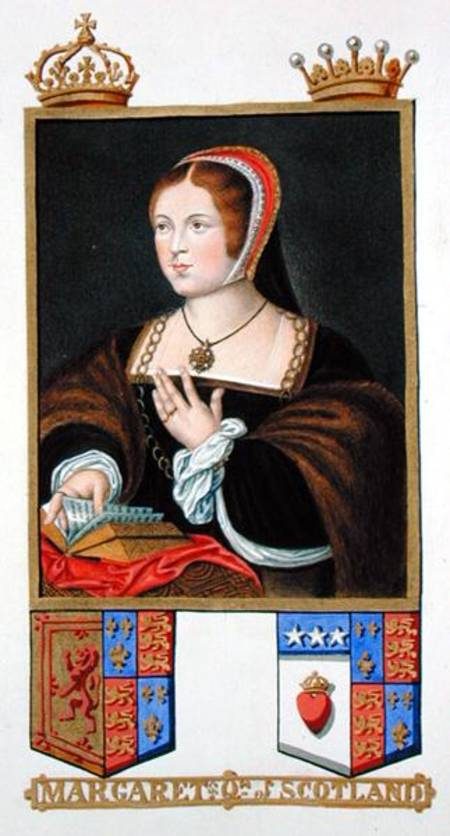
Margaret Tudor von Sarah Countess of Essex in Memoirs of the Court of Queen Elizabeth

In ihrem biographischen Roman The Thistle and the Rose beschreibt Jean Plaidy Margaret Tudors Leben. In geraffter Form wird sowohl auf ihr Leben als Prinzessin von England als auch ihre lange und turbulente Zeit in Schottland eingegangen. Der Hauptschwerpunkt des Romans liegt auf Margarets Beziehung zu ihren drei Ehemännern und deren Hintergründen. Jean Plaidy stützt sich größtenteils auf historische Tatsachen, lässt in Dialogen und Gedanken allerdings auch fiktive Elemente einfließen, wie zum Beispiel ein vertrauliches Gespräch zwischen Margaret und Mary Tudor, in dem Mary der nach England geflohenen älteren Schwester von ihrer Liebe zu ihrem frisch angetrauten Ehemann Charles Brandon erzählt und ihr schelmisch rät, sich nach einem anderen Ehemann als Archibald Douglas umzusehen, da dieser sie nicht nach England begleitet hat.
Margaret Tudor hat eine sehr kleine Nebenrolle in Philippa Gregorys Roman The Constant Princess (dt. Die ewige Prinzessin), der die ersten Jahre der jungen spanischen Prinzessin Katharina von Aragon am englischen Königshof fiktiv behandelt. Die dreizehnjährige Margaret wird als verwöhnte Prinzessin dargestellt, die nach ihrer Verlobung mit dem schottischen König verächtlich auf ihre zukünftige Schwägerin herabsieht und mit ihrem zukünftigen Rang als Königin von Schottland prahlt. Ebenfalls erwähnt wird sie in Diane Haegers Roman The Secret Bride: In the Court of King Henry VIII, der Mary Tudors heimliche Liebe zu Charles Brandon thematisiert. Obwohl niemals persönlich anwesend, dient die rebellische Margaret in Gesprächen häufig als Kontrast zu ihrer gesitteteren Schwester Mary, allerdings nur bis Mary sich entscheidet, wie Margaret den Mann zu heiraten, den sie wirklich liebt.
In der ersten Staffel der Fernsehserie Die Tudors spielte Gabrielle Anwar die Rolle der Prinzessin Margaret Tudor. Allerdings handelte es sich bei diesem Charakter um eine fiktive Vermischung der Schwestern Margaret und Mary Tudor. So wird Prinzessin Margaret zwar als die ältere Schwester des jungen Königs Heinrich dargestellt, heiratet allerdings nach dem Ableben ihres ersten Ehemannes, des Königs von Portugal, ihren Liebhaber Charles Brandon, wie es historisch die jüngere Schwester Mary Tudor nach dem Tod des Königs von Frankreich tat. Auf die historische Margaret Tudor und ihren Lebenslauf wird in der Serie nicht weiter eingegangen, obwohl der schottische König Jakob V. auch hier als Heinrichs Neffe bezeichnet wird.